# Transbrasiliano-Kandi-Lineament

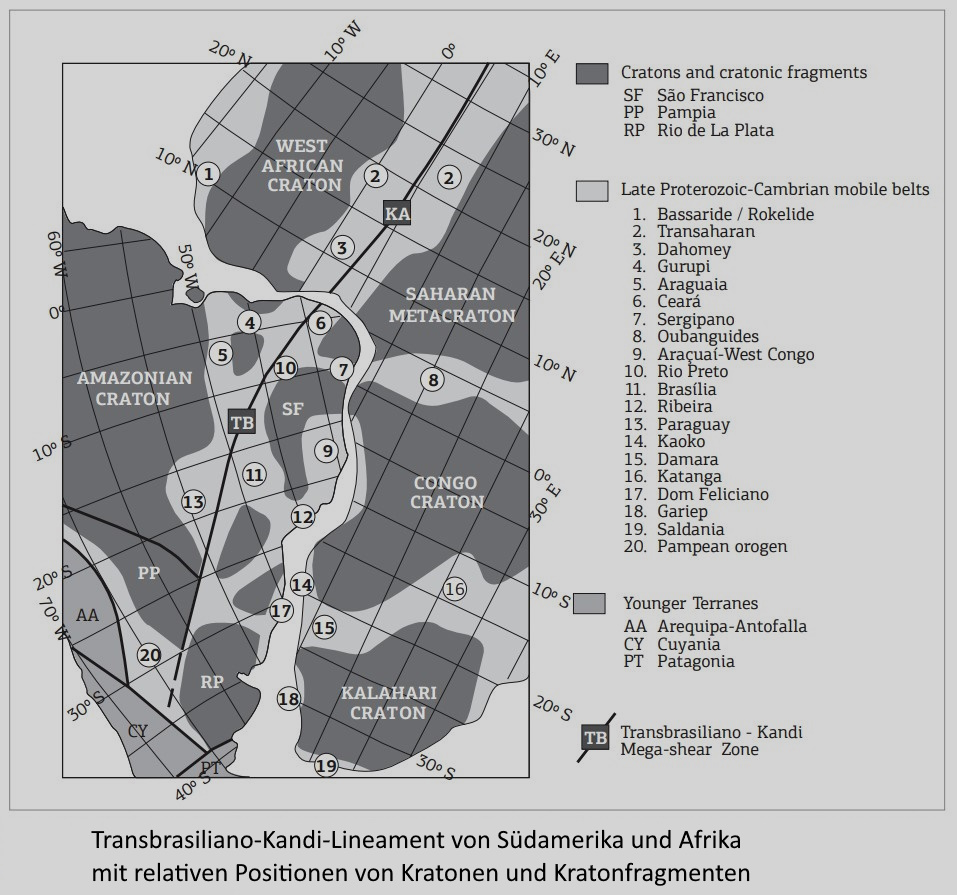
Prinzipieller Verlauf des Transbrasiliano-Kandi-Lineaments in Südamerika und Nordafrika

Das Transbrasiliano-Kandi-Lineament (TBL) ist eine ca. 5000 Kilometer lange Diskontinuität mit Scherzonen unterschiedlicher Ausprägungen, die in einer süd-nördlichen Kontinuität den südamerikanischen und afrikanischen Kontinent durchzieht. Dieses Lineament bildet eine der bedeutendsten Verwerfungen weltweit. Es entstand während der Formierung von Westgondwana, das vom späten Neoproterozoikum bis zum frühen Paläozoikum von ca. 625 bis 480 mya durch die Brasiliano-Orogenese und Pan-Afrikanische Orogenese entstand. Infolge der Teilung Westgondwanas öffneten sich in der Kreide zwischen ca. 125 und 110 mya Ozeanbodenspreizungen im äquatorialen Atlantik, und die südamerikanischen und afrikanischen Kontinente wurden wieder getrennt. Das Transbrasiliano-Kandi-Lineament zerfiel dadurch in das südamerikanische Transbrasiliano-Lineament und das afrikanische Kandi-Lineament.

## Kratone und Kratonfragmente

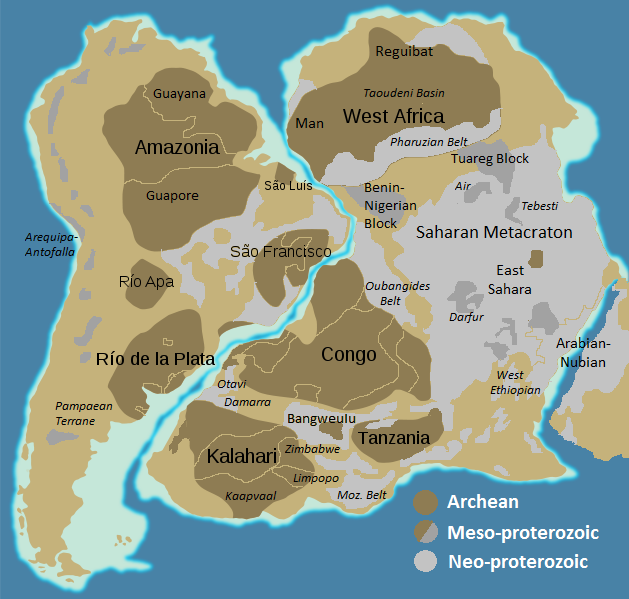
Karte Westgondwanas mit afrikanischen und südamerikanischen Kratonen und Orogenen

Das Transbrasiliano-Kandi-Lineament verläuft zwischen dem Amazonia-Kraton, den Kratonfragmenten Parnaíba, Paranapanema, Luiz Alves und dem Westafrika-Kraton einerseits sowie dem São Francisco-Kraton, der Borborema-Provinz, dem Kongo-Kraton, dem Kalahari-Kraton, dem Rio de la Plata-Kraton und dem Sahara-Metakraton andererseits. Zwischen dem Westafrika-Kraton und dem Sahara-Metakraton befinden sich der Benin-Nigeria-Schild und der nördlich liegende Tuareg-Schild.

Karte des Westafrika-Kratons mit dem Tuareg-Schild und dem Benin-Nigeria-Schild

Der Zusammenschluss der nordöstlichen südamerikanischen und der nordwestlichen afrikanischen Kontinentalmassen erfolgte zwischen der südamerikanischen Borborema-Provinz und dem afrikanischen Transsahara-Gürtel.

## Verwerfungen und Anomalien
Die tektonische Entwicklung des Transbrasiliano-Kandi-Lineaments resultierte auf dextralen (schrägen) Kollisionen von Kontinentalmassen während der Brasiliano-Orogenese und der Pan-Afrikanischen Orogenese. Dadurch entstand eine Vielzahl von Verwerfungen, Blattverschiebungen und Transformstörungen sowie Falten. An der Oberfläche sind die Lineamente durch eine Reihe duktiler rechtslateraler Scherzonen aus dem späten Neoproterozoikum gekennzeichnet, die während des Mesozoikums reaktiviert wurden. Zudem lassen sich u. a. charakteristische Mylonite nachweisen, die infolge von tektonischen Störungen entstehen.
Der Verlauf der Lineamente ist durch starke magnetische Anomalien in der Erdkruste und durch niedrige S-Wellengeschwindigkeiten im Erdmantel gekennzeichnet, was auf eine Ausdünnung der Lithosphäre hindeutet. Mit den CHAMP-Satellitenmagnetdaten wurden sie als negative analytische Signalanomalie identifiziert und als Zone mit geringer magnetischer Suszeptibilität.

## Lage und Erstreckungen
Das Transbrasiliano-Lineament erstreckt sich mit einer Länge von ca. 3000 km von Paraguay über die brasilianische Provinz Tocantins und die argentinischen Sierras Pampeanas, kreuzt die Nordflanke des brasilianischen Paraná-Beckens und erstreckt sich bis zur brasilianischen Borborema-Provinz am nordöstlichen Rand des Südatlantiks im brasilianischen Bundesstaat Ceará mit der Sobral-Scherzone. Anhand der Exhumierung und der Abkühlung von Granuliten in der Borborema-Provinz wurde dort ein Alter zwischen 568 und 550 mya ermittelt.

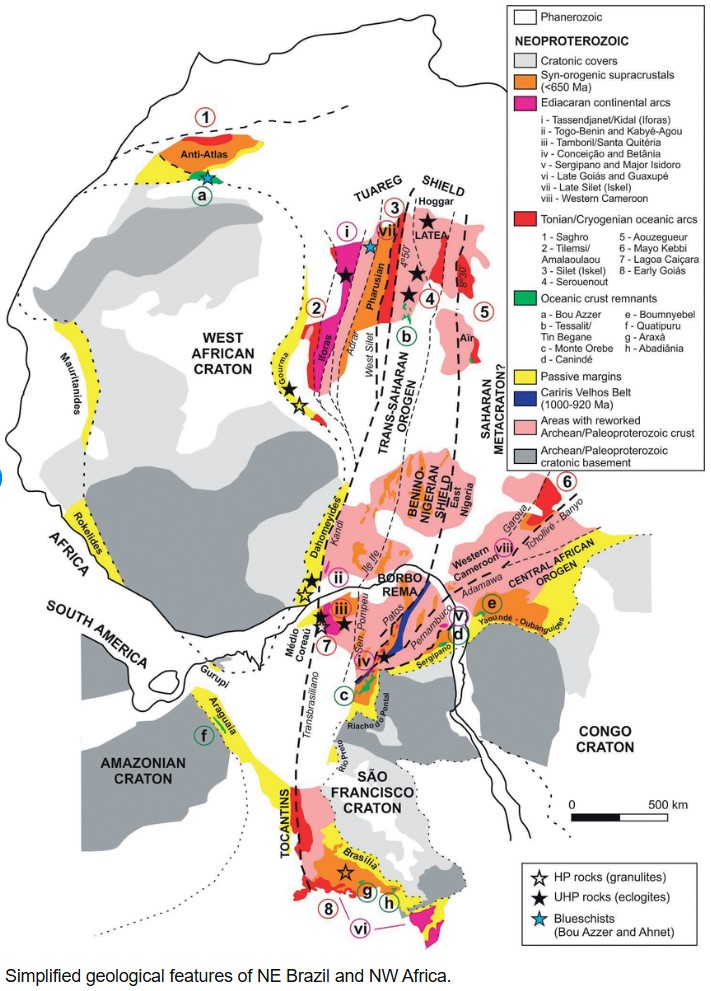
Geologische Strukturen im Nordosten Brasiliens und Nordwesten Afrikas mit dem dortigen Verlauf des Transbrasiliano-Kandi-Lineaments

Das ca. 2000 km lange Kandi-Lineament, auch Kandi-4º50’-Lineament genannt, (KL) erstreckt sich von Togo/Benin bis zum Süden Algeriens. Mit dem afrikanischen Benin-Nigeria-Schild schließt das Lineament nordöstlich an die Sobral-Scherzone der brasilianischen Borborema-Provinz des Transbrasiliano-Lineaments an. Westlich des Benin-Nigeria-Schildes entstand der Dahomeyide-Gürtel; beide werden durch die KL getrennt. Von da verläuft das Lineament weiter zwischen dem Westafrika-Kraton und dem östlich liegenden Sahara-Metakraton liegenden Transsahara-Gürtel bis zum nördlich angrenzenden Tuareg-Schild. Dieser wird von der KL in den westlichen Ast mit dem Adrar-des-Ifoghas-Gebirge, dem Ahaggar-Gebirge und dem Pharusischen Gürtel sowie den östlichen Ast mit den Hoggar und das südlich angrenzende Aïr-Gebirge geteilt.